# Torvald den velige
Torvald den velige (Þórvaldr inn veili) var en isländsk hednaskald som år 999 mördades av kristna missionärer.
Om Torvalds släkt är ingenting känt. Han bodde på gården Eyvík i Grimsnäs söder om Tingvallasjön mellan Hvitåns båda utlopp på sydlandet. Enligt Njals saga, som är huvudkällan för vad vi vet om honom, hade han en syster vid namn Bartey eller Brattey.
Torvald uppfann ett nytt versmått, en skälvhenda, som har nummer 35 i Háttatals uppräkning av forntida versmått. Snorre Sturlasson skriver om detta: "Denna versform uppfann [Torvald] veile. Han låg på ett utskär efter ett skeppsbrott, och de hade ont om kläder och vädret var kallt. Då diktade han ett kväde som kallas skälvrimmad dikt (kviðan skjálfhenda) eller refränglös drapa (drápan steflausa), och han gjorde det efter berättelsen om Sigurd."
Den Sigurd som åsyftas är förmodligen Sigurd Fafnesbane, och Torvald diktade för att hålla sig vaken. Hade han fallit i sömn kunde han ha frusit ihjäl. Åke Ohlmarks skriver träffande om detta "skälvhenta" versmått att det onekligen kan ge "ett 'darrigt' intryck av skakande händer och klapprande tänder". Han tänker sig också att det kanske var den natten på utskäret som gav Torvald tillnamnet veili, ty veill betyder inte bara velig, utan även svag, sjuk och eländig. Tyvärr finns ingenting kvar av den skeppsbrutnes drapa.
Då Torvald år 999 fick veta att skaldebrodern Veturlide blivit mördad av missionärerna Tangbrand och Gudleif, sände han bud till skalden Ulf Uggason med uppmaning att göra gemensam sak mot de kristna. Han diktade också nid mot Tangbrand, vilket omtalas i den långa Olav Tryggvason-sagan. Men allt organiserat motstånd kom av sig då Torvald dräptes på väg till alltinget. Missionärerna upptäckte honom just då han passerat bäcken vid Hästlök i Grimsnäs: "Tangbrand slungade sitt spjut och genomborrade Torvald, men Gudleif gav honom ett hugg i skuldran, så att armen rök av, och det vart hans bane", står det i Njals saga. 
Av Torvalds niddikt om Tangbrand finns ingenting kvar. Av hans anmodan till Ulf att ta upp kampen mot missionärerna har bevarats en strof: den är ytterst skarpsinnig och full med ordlekar och tvetydigheter.